# Ribera Alta (Tabasco)
Ribera Alta es una ranchería del municipio de Jalpa de Méndez ubicado en la subregión centro del estado mexicano de Tabasco.

## Geografía
La localidad se ubica a 2.2 kilómetros (en dirección este) de la localidad de Jalpa de Méndez, la cabecera y lugar más poblado del municipio. Se sitúa en las coordenadas geográficas 18°10′45″N 93°02′30″O / 18.179167, -93.041667, a una elevación de 4 metros sobre el nivel del mar.

## Demografía
Según el Conteo de Población y Vivienda 2020, efectuado por el Instituto Nacional de Estadística y Geografía, la localidad de Ribera Alta tiene 911 habitantes, de los cuales 438 son del sexo masculino y 473 del sexo femenino. Su tasa de fecundidad es de 1.95 hijos por mujer y tiene 252 viviendas particulares habitadas.
| Gráfica de evolución demográfica de Ribera Alta entre 1980 y 2020 |
|                                                                   |
| INEGI.                                                            |